# Thoraise
Thoraise – miejscowość i gmina we Francji, w regionie Burgundia-Franche-Comté, w departamencie Doubs.

Populacja miejscowości od 1962 do 2008 roku

Według danych na rok 1990 gminę zamieszkiwało 249 osób, a gęstość zaludnienia wynosiła 62 osoby/km² (wśród 1786 gmin Franche-Comté Thoraise plasuje się na 499. miejscu pod względem liczby ludności, natomiast pod względem powierzchni na miejscu 884.).